# Саузе ди Чезана
Са̀узе ди Чеза̀на (на италиански: Sauze di Cesana; на пиемонтски: Sauze 'd Cesan-a, Саузе ъд Чезан-а, на окситански: Grand Sauze, Гранд Саузе, първата част на официалното име се произнася според окситанското произношение) е село и община в Метрополен град Торино, регион Пиемонт, Северна Италия. Разположено е на 1510 m надморска височина. Към 1 януари 2020 г. населението на общината е 245 души, от които 17 са чужди граждани.